# قومية ثقافية
القومية الثقافية هي القومية التي يتم فيها تعريف الأمة بثقافة مشتركة ولغة مشتركة، بدلاً من مفاهيم الأصل المشترك أو العرق.
لا تميل القومية الثقافية إلى إظهار نفسها في حركات مستقلة، لكنها عادة ما تكون موقفًا معتدلًا ضمن نطاق أوسع من الأيديولوجية القومية. وهكذا، فإن المواقف المعتدلة في القوميات الفلمنكية  أو الهندوتفا  قد تكون «قومية ثقافية»، بينما تتضمن هذه الحركات نفسها أيضًا أشكالًا من القومية العرقية والقومية الصوفية.
العضوية في الأمة ليست طوعية تمامًا (لا يمكن للمرء أن يكتسب ثقافة على الفور)، ولا وراثية (يمكن اعتبار أطفال الأعضاء أجانب إذا نشأوا في ثقافة أخرى).
لذلك، إذا كان الشخص من أمة ولكن ابنه نشأ في ثقافة أخرى، فعلى الرغم من جنسية ذلك الشخص، يُعتبر طفله من جنسية الثقافة التي نشأ فيها، ويجب أن يتعلم ثقافة الوالدين من أجل أن يكون فردًا من جنسية والديه (على الرغم من أن ابن ذلك الوالد هو مواطن في أمته). وهكذا، فإن الجنسية الثقافية لا تتحقق من خلال المواطنة كما في القومية المدنية.

## المؤلفات
- ديفيد أبيرباخ، 2008، القومية الثقافية اليهودية: الأصول والتأثيرات ،(ردمك 0-415-77348-2)
- كوساكو يوشينو، 1992، القومية الثقافية في اليابان المعاصرة: تحقيق اجتماعي ،(ردمك 0-415-07119-4)
- جى إيلين جينور، 2001، أداء أمريكا: القومية الثقافية في المسرح الأمريكي ،(ردمك 0-472-08792-4)
- جوردون بيتس، 2002، شفق بريطانيا: القومية الثقافية والتعددية الثقافية وسياسة التسامح ،(ردمك 0-7658-0731-9)
- Yingjie Guo ، 2004، القومية الثقافية في الصين المعاصرة: البحث عن الهوية الوطنية تحت الإصلاح ،(ردمك 0-415-32264-2)
- مايك فيذرستون، 1990، الثقافة العالمية: القومية والعولمة والحداثة ،(ردمك 0-8039-8322-0)
- ستارز، روي، 2004،Japanese Cultural Nationalism: At Home and in the Asia Pacific. London: Global Oriental. 2004. ISBN:1-901903-11-7. لندن: جلوبال أورينتال. 2004. رقم ISBN 1-901903-11-7 .
- فنسنت ماريني، 2016، دير لا فرانس. الثقافة (الثقافات) والهويات الوطنية ،(ردمك 9-782-72461-9485)

## روابط خارجية
- القومية الثقافية